# Singapore Tennis Open WTA
Il Singapore Tennis Open WTA è un torneo femminile di tennis che si gioca sui campi in cemento indoor del Kallang Tennis Centre, costruito a questo scopo nel 2024 a Singapore in Singapore e facente parte della categoria WTA 250. Il torneo si svolge indoor sulla superficie in Laykold, e due dei sette campi disponibili possono essere allestiti con la tecnologia Hawkeye. Il torneo sostituisce il Thailand Open (WTA) con licenza triennale dal 2025 al 2027.

## Albo d'oro

### Singolare
| Anno | Categoria | Campionessa   | Finalista | Punteggio |
| ---- | --------- | ------------- | --------- | --------- |
| 2025 | WTA 250   | Elise Mertens | Ann Li    | 6-1, 6-4  |

### Doppio
| Anno | Categoria | Campionesse                     | Finaliste               | Punteggio |
| ---- | --------- | ------------------------------- | ----------------------- | --------- |
| 2025 | WTA 250   | Desirae Krawczyk Giuliana Olmos | Wang Xinyu Zheng Saisai | 7-5, 6-0  |